# Quadrath Ichendorf
Quadrath Ichendorf – dzielnica miasta Bergheim w Niemczech w Nadrenii Północnej-Westfalii. Utworzona w okolicy byłej kopalni surowca wydobywanego dla potrzeb wytopu szkła.